# Departamento de Bénoué
Bénoué es un departamento de la región Norte de Camerún. En noviembre de 2005 tenía una población censada de 851 955 habitantes.
Está formado por los siguientes municipios:
- Baschéo 26,743
- Bibemi 133,191
- Dembo 15,816
- Demsa 37,282
- Garoua I 120,232
- Garoua II 117,841
- Garoua III 27,229
- Lagdo 142,129
- Mayo-Hourna 21,445
- Pitoa 76,715
- Tcheboa 92,658
- Touroua 40,674